# Saprinus aeneus
Saprinus aeneus es una especie de escarabajo del género Saprinus, familia Histeridae. Fue descrita científicamente por Fabricius en 1775.
Se distribuye por Europa y norte de Asia (excepto China). Mide 4,4 milímetros de longitud.